# Leila Al-Shami
Leila Al-Shami é uma escritora e ativista dos direitos humanos síria-britânica, que se engajou com os movimentos políticos Sírios em defesa dos direitos humanos, como também em movimentos de outros locais da região. 
Escreveu junto com o comentador Robin Yassin-Kassab o livro Burning Country: Syrians in Revolution and War, publicado primeiro em 2016, e depois atualizado com um novo capítulo final em 2018, onde buscam recontar e analisar o contexto do regime autoritário Sírio, o acontecimento da revolução envolta pela Primavera Árabe e os desenvolvimentos da guerra civil; com ênfase nas organizações de base e as redes de conselhos locais que tiveram relevância na orientação do movimento popular.  O livro recebeu ampla atenção e diversos elogios.
Leila já publicou no The New York Times. Escreveu também sobre a trajetória do anarquista sírio Omar Aziz e seu impacto na revolução síria.